# مقاطعة ستيوارت (جورجيا)
مقاطعة ستيوارت (بالإنجليزية: Stewart County)‏ هي إحدى المقاطعات في ولاية جورجيا في الولايات المتحدة الأمريكية.

## معرض صور

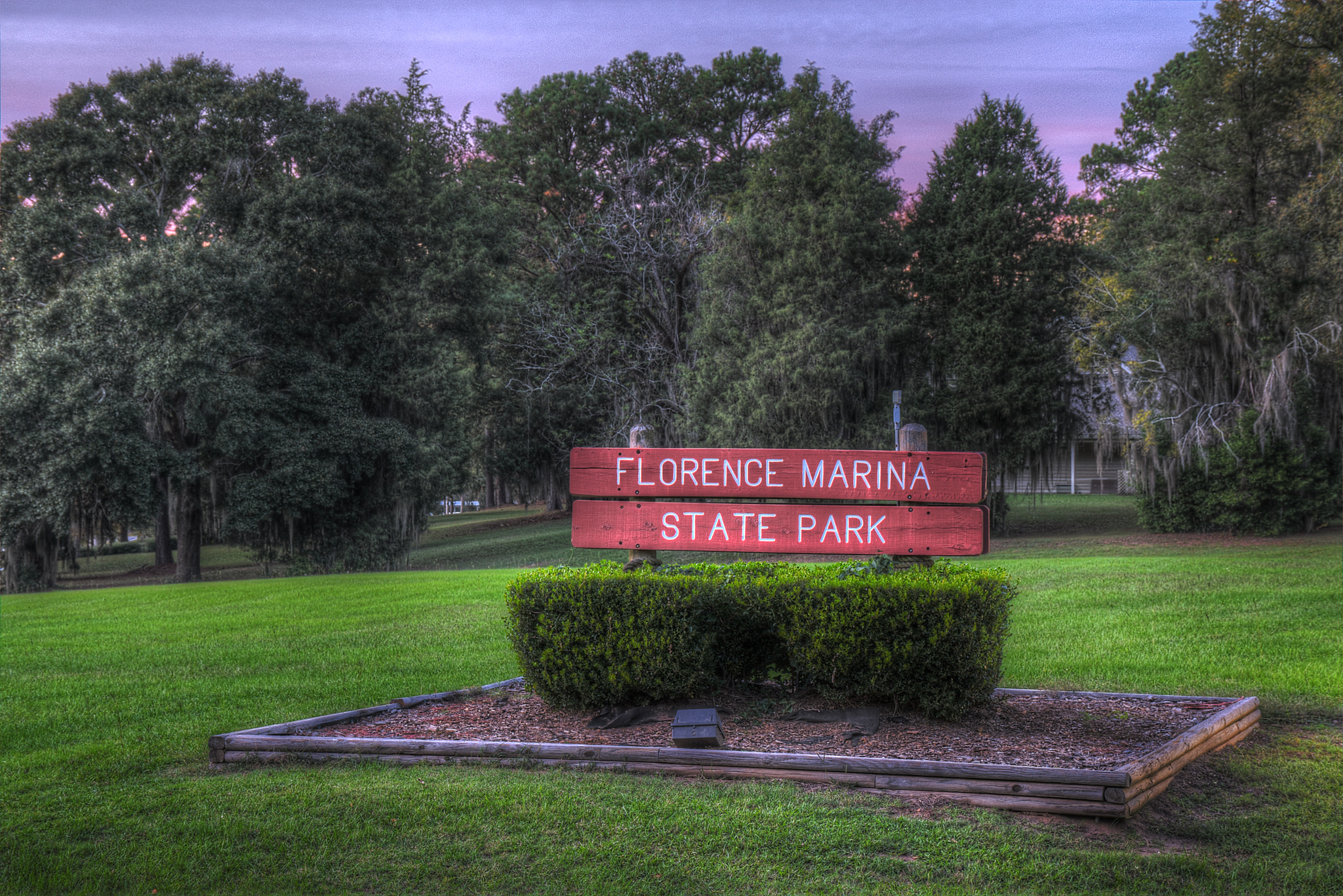
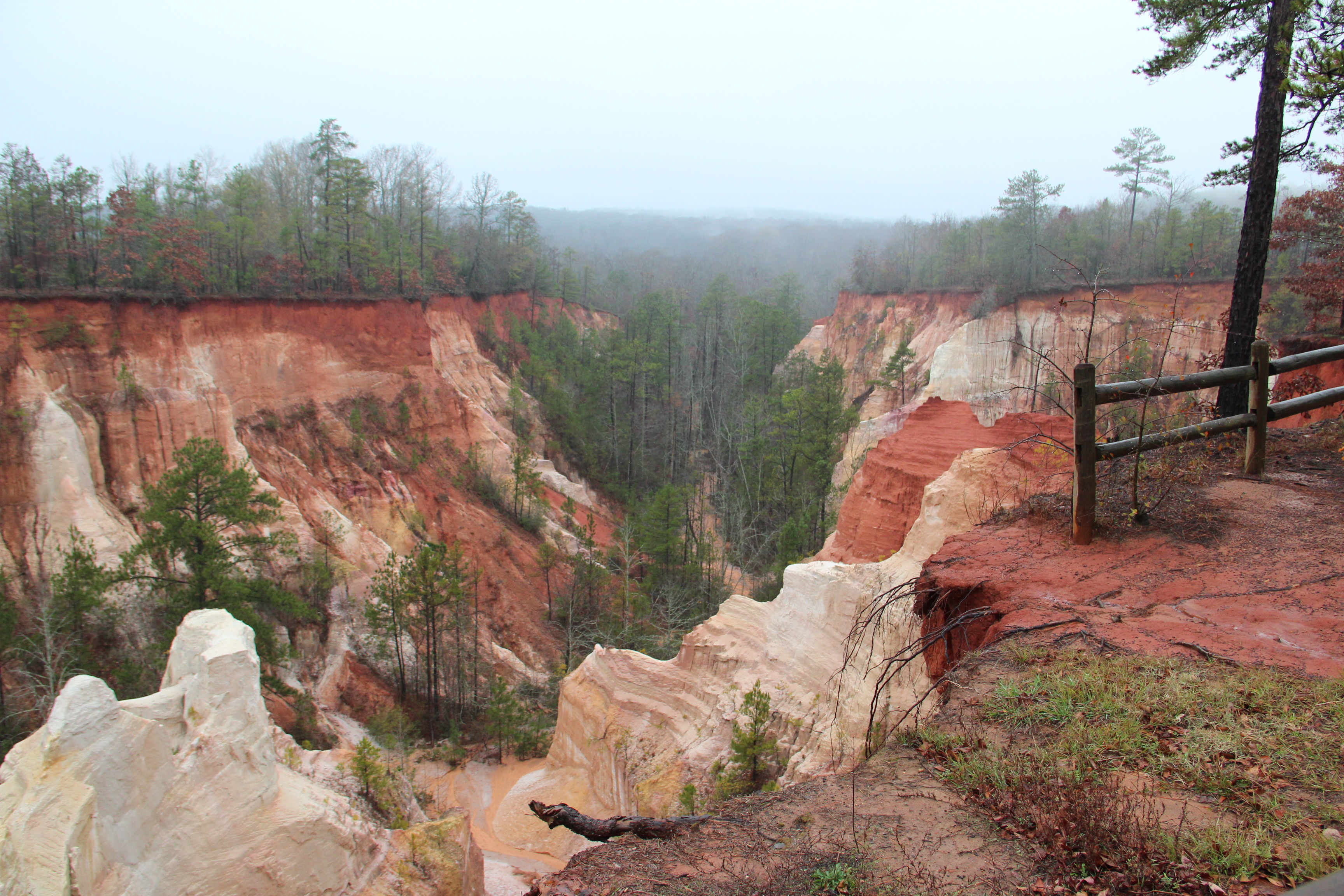
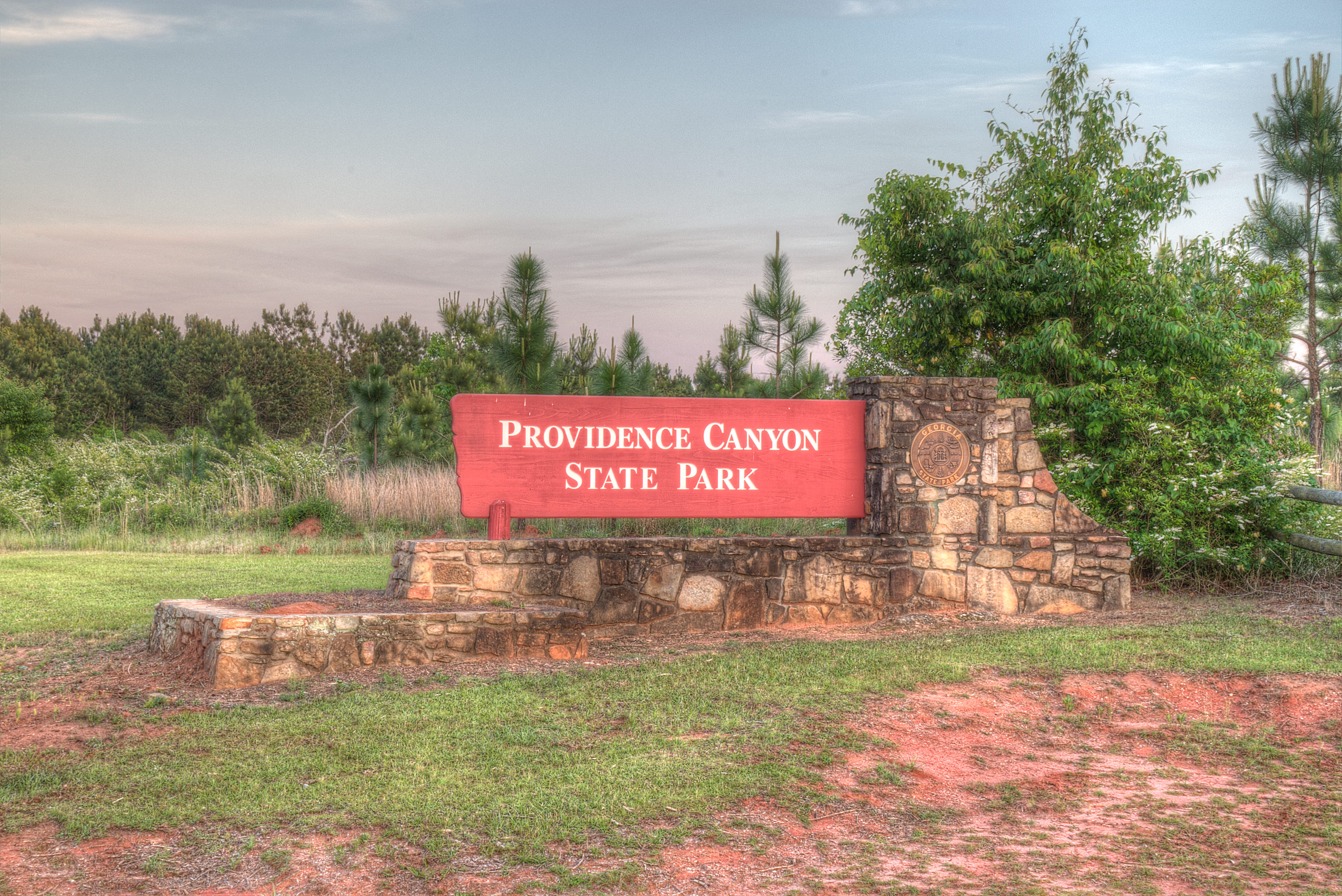
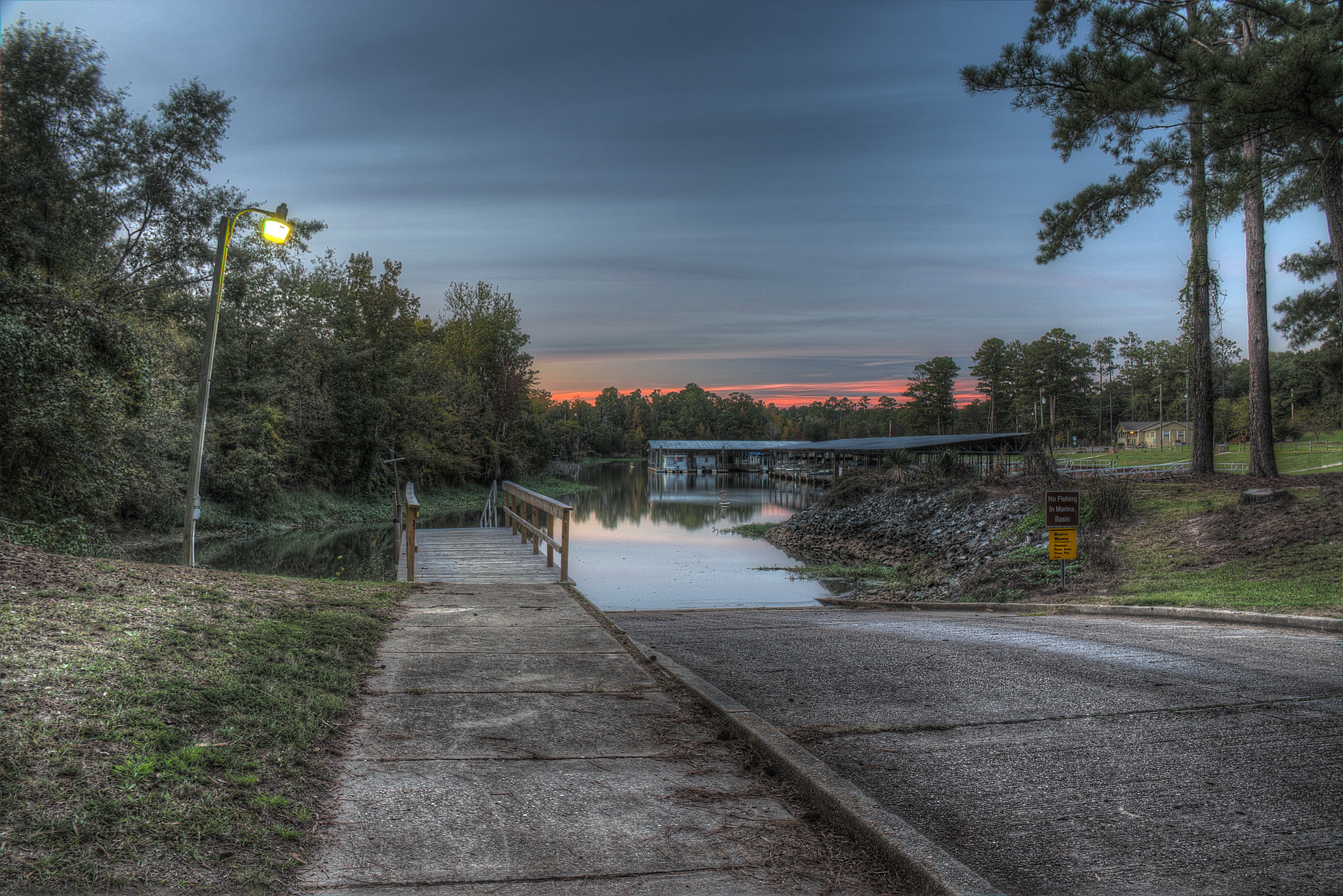

## أعلام
- إس. برايس غيلبرت